# Falilat Ogunkoya
Falilat Ogunkoya (Ode Lemo, 5 de dezembro  de 1968) é uma antiga atleta nigeriana, especialista em 400 metros. Nesta distância, obteve, em 1996, nos Jogos Olímpicos de Atlanta a medalha de bronze, com um novo recorde africano de 49"10.

## Início da carreira
Foi ainda no liceu, em 1983, que Falilat Ogunkoya começou a praticar atletismo em provas de sprint. Com apenas 15 anos de idade, foi seleccionada para representar o seu país numa competição junior em Accra. Alcançou a medalha de ouro nos 200 metros e nas estafeta 4x400 metros. Foi o seu primeiro grande sucesso internacional, a que se haveriam de seguir muitos mais.

Obteve a medalha de ouro na prova dos 200 metros na edição inaugural dos Campeonatos Mundiais de Juniores, realizada em Atenas em 1986, . Após esta competição, foi convidada para frequentar uma bolsa de estudo numa instituição universitária norte-americana, a Mississipi State University, onde pôde continuar praticando atletismo. 

Ainda com idade junior, participou nas suas primeiras Olimpíadas, em 1988, em Seoul. Em 1989 decidiu mudar para a prova de 400 metros, na qual se veio a especializar durante a sua carreira de senior.

## Carreira internacional
O ano de 1989 ficou marcado por vários sucessos, como, por exemplo, as suas medalhas de ouro (individual e colectiva) nos Campeonatos Africanos e a selecção para a equipa representativa do continente africano na Taça do Mundo de Atletismo, realizada em Barcelona, onde alcançou a medalha de bronze. No ano seguinte, decide abandonar as competições internacionais, alegando a necessidade de se concentrar nos estudos, mas, principalmente, por se sentir desiludida perante as notícias que davam conta de as principais marcas obtidas no atletismo de alta competição serem obtidas com a ajuda de substâncias dopantes.

Nunca deixando de treinar intensivamente, regressou às competições em 1994. No ano seguinte, terminou a final dos 400 metros dos Campeonatos do Mundo de Gotemburgo na sexta posição.

O ano de 1996 marcou a sua melhor época em termos de marcas obtidas. Pela primeira vez baixou dos 50 segundos na volta à pista, fazendo 49"89 no Meeting de Paris e, poucos dias depois, 49"60 no Meeting de Lausanne. Em agosto, nos Jogos Olímpicos de Atlanta, Ogunkoya tornava-se a primeira nigeriana a ganhar duas medalhas nas mesmas olimpíadas.

Depois de obter a licanciatura em Educação, Falilat Ogunkoya mudou-se para Albuquerque, Novo México, onde reside atualmente.